# Podmokle Wielkie

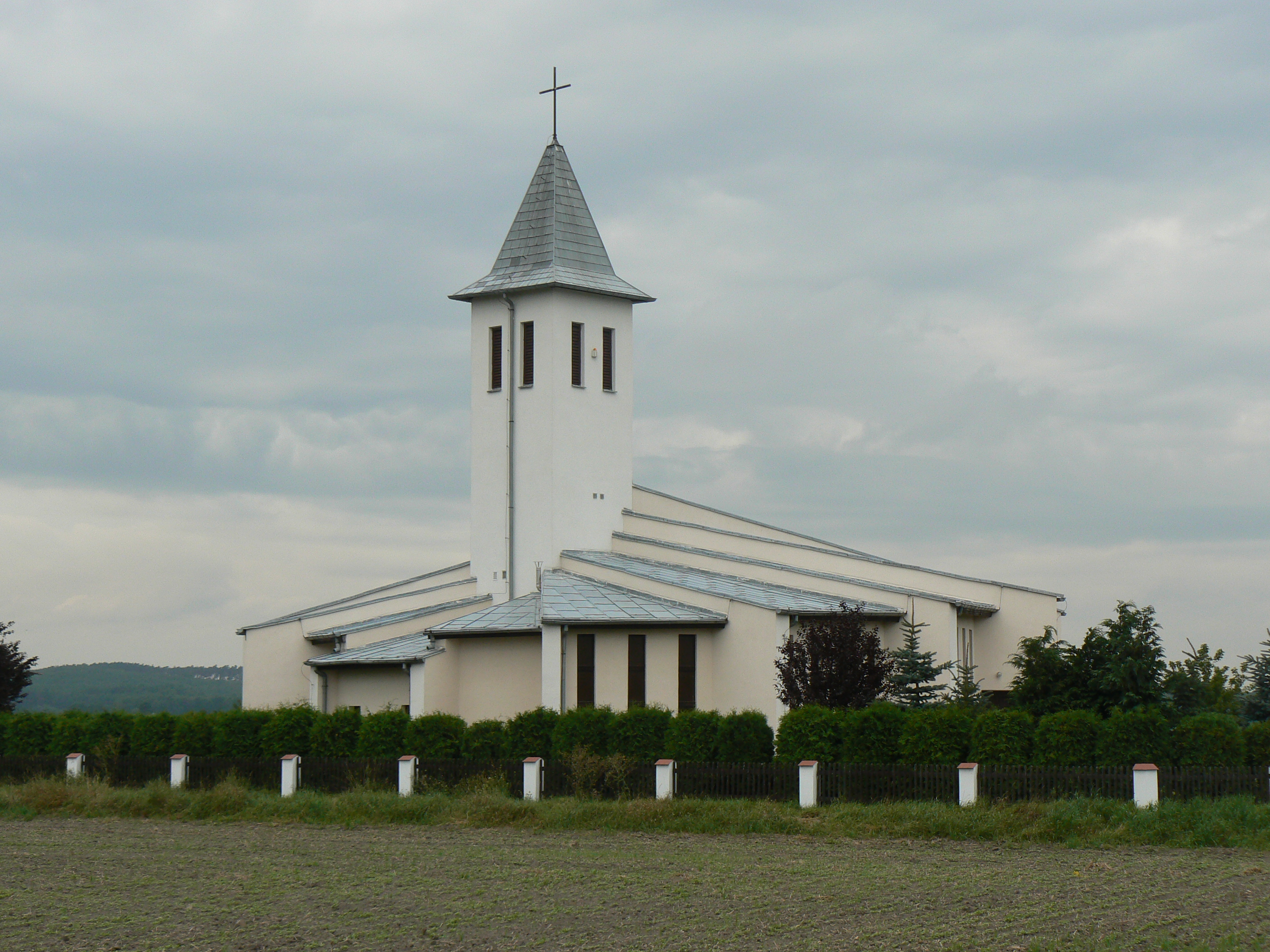
Kirche an der Verbindungsstraße nach Podmokle Małe (Klein Posemuckel)

Podmokle Wielkie (deutsch Groß Posemuckel, 1937–1939 Groß Posenbrück, 1939–1945 Posenbrück) ist ein Ort mit 340 Einwohnern in der Stadt- und Landgemeinde Babimost (Bomst) im  Powiat Zielonogórski der Woiwodschaft Lebus in Polen. 

## Geografie
Der Ort mit einer Fläche von 1357,5 Hektar liegt drei Kilometer nördlich der Stadt Babimost am östlichen Ufer der Faulen Obra. Die Kreisstadt Zielona Góra liegt 45 Kilometer entfernt.
Durch den Ort verläuft die Woiwodschaftsstraße 304, die Okunin (Langmeil) an der Landesstraße 32 und Babimost mit Kosieczyn (Kuschten) verbindet. Die Bahnstrecke von Guben/Gubin nach Zbąszynek (Neu Bentschen) berührt den Nordosten des Ortes, die nächste Bahnstation allerdings ist Babimost.

## Geschichte
Das Dorf am Rande der Obrasümpfe geht auf eine alte slawische Ansiedlung zurück, die bereits vor der deutschen Kolonisation der Gegend bestand. 1257 wurde Groß Posemuckel dem Zisterzienserkloster Obra überlassen. 1319 ging der Ort von Polen an das Kurfürstentum Brandenburg, später an das Herzogtum Glogau über und schließlich 1335 an Polen zurück. Bei der Zweiten Polnischen Teilung von 1793 kam das Dorf zum Königreich Preußen und das Kloster Obra wurde säkularisiert und vom preußischen Staat verwaltet. 1794 beteiligte sich ein Teil seiner Bewohner am Kościuszko-Aufstand. Bei der Aufteilung der Klosterherrschaft im Jahre 1795 an preußische Adlige und Staatsbeamte erwarb der preußische Regierungsrat von Unruh Groß Posemuckel.
Traditionell betrieben die Einwohner Fischerei und Landwirtschaft. Der Ort behielt seinen katholischen und polnischen Charakter, zahlreiche Einwohner waren polnischer Nationalität. Im Nachbarort Klein Posemuckel eröffnete Jan Baczewski 1929 eine polnische Schule. 
Während des Zweiten Weltkrieges kam es zur Verfolgung der Polen und zu Verhaftungen und Abtransport in Gefängnisse sowie die Konzentrationslager Sachsenhausen und Ravensbrück.
Groß Posemuckel gehörte von 1818 bis zu dessen Auflösung 1938 zum preußischen Landkreis Bomst und danach bis 1945 zum Landkreis Züllichau-Schwiebus. 1937 erfolgte eine Umbenennung in Groß Posenbrück und zwischen 1939 und 1945 die Vereinigung mit Klein Posenbrück zur Gemeinde Posenbrück.
Nach dem Ende des Zweiten Weltkrieges wurde das Dorf polnisch und der Zusammenschluss rückgängig gemacht. Es trägt den Namen Podmokle Wielkie.